# Điện Phước
Điện Phước là một xã thuộc thị xã Điện Bàn, tỉnh Quảng Nam, Việt Nam.

## Địa lý
Xã Điện Phước nằm gần trung tâm thị xã Điện Bàn, có vị trí địa lý:
- Phía đông giáp phường Điện An và xã Điện Phong
- Phía tây giáp xã Điện Thọ
- Phía nam giáp xã Điện Trung
- Phía bắc giáp xã Điện Hòa và xã Điện Thọ.

Xã Điện Phước có diện tích 11,80 km², dân số năm 2019 là 12.754 người, mật độ dân số đạt 1.081 người/km².

## Hành chính
Xã Điện Phước được chia thành 8 thôn: Hạ Nông Tây, Hạ Nông Đông, La Hòa, Nông Sơn 1, Nông Sơn 2, Nhị Dinh 1, Nhị Dinh 2, Nhị Dinh 3.